# Cigarillo
(dal Tango: Fumando Espero, musica di Juan Viladomat e testo di Félix Garzo)
Un cigarillo, più frequentemente definito in dizione italiana come sigaretto, è un piccolo sigaro avvolto in un cilindro di foglie secche di tabacco. È disponibile sul mercato in versioni con o senza filtro.
La preparazione di un cigarillo differisce in base alla marca e comprende l'eventuale aromatizzazione del tabacco, presente a volte sotto forma di tabacco ricostituito, e in una quantità media di 3 grammi, il triplo rispetto alla comune sigaretta che contiene meno di 1 grammo di tabacco.
I cigarillos sono spesso prodotti a macchina; in questo modo hanno prezzi inferiori di vendita rispetto ai cigarillos prodotti a mano, molto più rari, e ai sigari. I sigarilli sono spesso fumati in quantità simili alle sigarette (tra 5 e 10 al giorno), e di solito non è necessaria la conservazione in humidor.
A differenza di queste ultime, essi vanno fumati aspirando un po' più lentamente. Inoltre non necessitano di operazioni pre-fumata come i sigari.

## Le marche più conosciute in Italia
- Al Capone
- Café Crème
- Amigos
- Neos
- Che
- Cohiba Mini
- Cohiba Club
- Montecristo Mini
- Montecristo Club
- Partagas Mini
- Partagas Club
- Romeo y Julieta Mini
- Romeo y Julieta Club
- H. Upmann Mini
- Moods Dannemann
- Villiger Premium
- Panter Dessert
- Mehari's
- Romeo y Julieta mini
- Marlboro Leaf
- Davidoff mini gold
- Rothmans of London
- Moods
- J. Cortés

## Curiosità
- Nei paesi con lingua spagnola il termine "cigarrillo" indica una sigaretta.
- È buona norma non accendere il sigaretto con un accendino a benzina per non comprometterne l'aroma, ma con un fiammifero o un accendino a gas.

- Nella trilogia del dollaro, l’uomo senza nome (interpretato da Clint Eastwood) è spesso intento a fumare cigarilli